# Calcinus elegans
Calcinus elegans ist ein Einsiedlerkrebs aus dem tropischen Indopazifik. Er ist nachtaktiv, bewohnt Korallenriffe und lebt von flachen Gezeitentümpeln bis in Tiefen von zehn Meter. Am häufigsten sind die Krebse direkt unterhalb der Gezeitenzone. Größere Exemplare bevorzugen den unteren Tiefenbereich.

## Merkmale
Calcinus elegans nutzt vor allem die länglichen Gehäuse von kleinen Tritonschnecken (Ranellidae), um den weichen Hinterleib zu schützen. Der Carapax der Krebse ist schwarz, die Laufbeine sind schwarz bis dunkelbraun und blau geringelt. Augen und Augenstiele sind blau, die Fühler orange, die Scheren braun, ihre Spitzen weiß gesprenkelt. Bei der Population um Hawaii wird das Blau durch Orange ersetzt. Obwohl Calcinus elegans zur Familie der Linkshändigen Einsiedlerkrebse (Diogenidae) gehört, sind beide Scheren etwa gleich groß. Calcinus elegans wird etwa sechs Zentimeter lang.
Die Krebse sind Allesfresser und ernähren sich von Algen, Aas und von allerlei kleinen wirbellosen Tieren.

## Aquaristik
Calcinus elegans wird unter den Populärbezeichnungen »Electric Blue Einsiedler« und »Harlekin-Einsiedler« recht häufig für die Aquarienhaltung importiert und ist leicht zu pflegen. Gegenüber Artgenossen ist er unverträglich.